# 조앤 아머트레이딩
조앤 아머트레이딩(영어: Joan Armatrading, MBE, 1950년 12월 9일 ~ )은 영국의 싱어송라이터이다.
2018년 기준으로 정규 음반을 19장 내며 꾸준히 활동했으며, 특히 2007년작 《Into the Blues》가 빌보드 블루스 차트에서 1위로 데뷔해 12주 동안 1위를 지키는 등 미국에서도 인기를 끌었다.

## 서훈
- 2001년 대영 제국 훈장 5등급(MBE) 수훈[2]